# Anolis ahli
Anolis ahli är en ödleart som beskrevs av  Thomas Barbour 1925. Den ingår i släktet Anolis och familjen Polychrotidae. Inga underarter finns listade i Catalogue of Life. Artepitet i det vetenskapliga namnet hedrar den tyska herpetologen Ernst Ahl.
Denna ödla förekommer endemisk i centrala delar av Kuba. Alla revir tillsammans är uppskattningsvis 608 km² stort och de fördelar sig över en cirka 2100 km² stor yta. Habitatet utgörs av regnskogar och andra fuktiga skogar. Exemplaren går främst på marken. De har olika smådjur som föda. Honor lägger ägg.
Beståndet hotas av skogarnas omvandling till jordbruksmark. IUCN kategoriserar arten globalt som starkt hotad.